# Kowal
Kowal (deutsch 1939–1943 Freistadt, 1943–1945 Kowall) ist eine Stadt in Polen in der Woiwodschaft Kujawien-Pommern. Kowal bildet eine Stadtgemeinde und ist zugleich Sitz einer Landgemeinde.

## Geschichte
Der Zeitpunkt der Entstehung des heutigen Kowal ist nicht bekannt. Die erste urkundliche Erwähnung der Stadt stammt vom 20. Januar 1185. Am 30. April 1310 soll der spätere polnische König Kasimir III. hier geboren worden sein.
Der Deutsche Orden zerstörte während zweier Kreuzzüge in den Jahren 1327 und 1331 Stadt und Schloss und verleibte das Gebiet bis zum Frieden von Kalisch 1343 in den Deutschordensstaat ein.
Nachdem der Ort wieder Teil Polens war erhielt Kowal das Stadtrecht, diese Vergabe wurde 1519 durch Sigismund I. erneuert.
1793 bis 1807 kam Kowal durch die Zweite Teilung Polens vorübergehend an Preußen. 
1807 wurde Kowal mit der Bildung des Herzogtums Warschau wieder polnisch, kam aber 1815 nach dem Wiener Kongress als Teil Kongresspolens an das Russische Reich. Nach dem polnischen Januaraufstand 1864 reduzierte Zar Alexander II. die Zahl der Orte mit Stadtrecht auf polnischem Gebiet, und so verlor auch Kowal 1870 sein Stadtrecht. 
Mit dem Ende des Ersten Weltkrieges wurde der Ort 1918 Teil des wiederentstandenen Polens und erhielt erneut das Stadtrecht verliehen. 
Zu Beginn des Zweiten Weltkrieges wurde Kowal am 3. September 1939 von zwei Fliegerbomben getroffen, am 13. September 1939 besetzte die deutsche Wehrmacht die Stadt. Während der Besetzung wurden etwa 1500 Juden der Stadt in Ghettos und Konzentrationslager deportiert, nur wenige überlebten. Am 19. Januar 1945 marschierten sowjetische Soldaten der 1. Weißrussischen Front in Kowal ein. In der Folge wurde die Stadt wieder Teil Polens.

### Einwohnerentwicklung
Anfang des 17. Jahrhunderts gab es in Kowal 240 Häuser, in welchen etwa 1440 Menschen lebten. Ende des 17. Jahrhunderts, nach den Nordischen Kriegen, wurden nur noch 30 Häuser gezählt. In der Zwischenkriegszeit lebten etwa 4000 bis 5000 Einwohner in der Stadt. Dies waren Polen, Juden und Deutsche und entsprechend gab es auch drei Hauptreligionen: die katholische, evangelische und die jüdische.

## Landgemeinde Kowal
Die Landgemeinde Kowal, zu der die Stadt selbst nicht gehört, hat eine Fläche von 114,7 km², auf der 3897 Menschen leben (Stand: 31. Dezember 2020).

## Wirtschaft und Infrastruktur

### Verkehr
Die Stadt Kowal liegt an der in Nord-Süd-Richtung verlaufenden Landesstraße 1, zugleich Europastraße 75. Diese führt im Norden nach etwa 15 Kilometern durch Włocławek und im Süden nach etwa 30 Kilometern nach Krośniewice. Zukünftig soll die Autostrada A1 an der Stadt vorbeiführen.
Weiterhin führt in Ost-West-Richtung die Wojewodschaftsstraße 265 (droga wojewódzka 265) durch Kowal. In westlicher Richtung führt sie dabei nach etwa 18 Kilometern durch Brześć Kujawski, im Osten nach 25 Kilometern durch Gostynin.
Die Wojewodschaftsstraße 269 beginnt in Kowal. Sie verläuft in südwestlicher Richtung und führt dabei nach etwa 20 Kilometern durch Chodecz.
Die Ortschaft Gołaszewo hat einen Haltepunkt an der Bahnstrecke Kutno–Piła.
Die nächsten zwei internationalen Flughäfen sind der Władysław-Reymont-Flughafen Łódź, der etwa 90 Kilometer südlich liegt, und der Ignacy-Jan-Paderewski-Flughafen Bydgoszcz, etwa 100 Kilometer nordöstlich.

## Persönlichkeiten

### Söhne und Töchter der Stadt
- Kasimir III. (1310–1370), König von Polen
- Max Kowalski (1882–1956), Komponist, Sänger, Gesangslehrer und Rechtsanwalt.
- Jan Nowicki (1939–2022), Schauspieler